# Teruki Tanaka
Teruki Tanaka (田中 輝希 Tanaka Teruki?), född 26 augusti 1992 i Tokyo prefektur, är en japansk fotbollsspelare.
Tanaka började sin karriär 2011 i Nagoya Grampus. 2014 blev han utlånad till Oita Trinita. Han gick tillbaka till Nagoya Grampus 2015. 2016 flyttade han till V-Varen Nagasaki.